# 吉川安平
吉川 安平（よしかわ やすひら、1873年（明治6年）11月17日 - 1959年（昭和34年）1月1日）は、日本の海軍軍人。最終階級は海軍中将。

## 経歴
山口県出身。吉川弥之助の長男として生れる。周陽学舎、鴻城義塾、山口高等学校を経て、1895年12月、海軍兵学校（22期）を卒業し、1897年1月、海軍少尉任官。日露戦争では、第14水雷艇隊艇長として出征し、日本海海戦には、駆逐艦「陽炎」艦長として参加した。海兵副官を経て、1909年5月、海軍大学校（甲種6期）を卒業した。
「豊橋」副長、第1潜水艇隊司令、イギリス駐在、海大教官、「伊吹」副長、第3艦隊参謀長、「利根」艦長、艦政本部造船造兵監督官、海軍省人事局第1課長、「比叡」艦長などを歴任し、1919年12月、海軍少将に進級。、第2艦隊参謀長、海軍水雷学校長、海軍潜水学校長、艦政本部第7部長、同第3部長、呉工廠長などを経て、1923年12月、海軍中将となった。以後、艦政本部長、第2艦隊司令長官、横須賀鎮守府司令長官を歴任。1929年3月、予備役に編入された。後に山口県教育会長を勤めた。
1947年（昭和22年）11月28日、公職追放仮指定を受けた。

## 栄典
位階
- 1897年（明治30年）8月20日 - 正八位[2]
- 1898年（明治31年）10月31日 - 従七位[3]
- 1900年（明治33年）12月5日 - 正七位[4]
- 1905年（明治38年）9月12日 - 従六位[5]
- 1910年（明治43年）5月21日 - 正六位[6]
- 1915年（大正4年）2月10日 - 従五位[7]
- 1920年（大正9年）1月20日 - 正五位[8]
- 1923年（大正12年）12月28日 - 従四位[9]
- 1926年（昭和元年）12月28日 - 正四位[10]
- 1929年（昭和4年）4月15日 - 従三位[11]

勲章等
- 1904年（明治37年）11月29日 - 勲六等瑞宝章 [12]
- 1906年（明治39年）4月1日 - 功四級金鵄勲章・勲四等旭日小綬章・明治三十七八年従軍記章[13]
- 1914年（大正3年）11月30日 - 勲三等瑞宝章[14]
- 1920年（大正9年）11月1日 - 大正三年乃至九年戦役従軍記章[15]
- 1921年（大正10年）7月1日 - 第一回国勢調査記念章[16]
- 1923年（大正12年）7月24日 - 勲二等瑞宝章[17]
- 1940年（昭和15年）8月15日 - 紀元二千六百年祝典記念章[18]

## 親族
- 娘婿 河野千万城（海軍中将）